# ميوكي إيزومي
ميوكي إيزومي (泉 美幸) (31 مايو 1975 في طوكيو في اليابان - )؛ هي لاعبة كرة قدم كانت تلعب كمهاجم. ولعبت مع منتخب اليابان لكرة القدم للسيدات.

## وصلات خارجية
- ميوكي إيزومي على موقع الاتحاد الدولي (مؤرشف)  (الإنجليزية)
- ميوكي إيزومي على موقع قاعدة بيانات كرة القدم.إي يو (الإنجليزية)
- ميوكي إيزومي على موقع عالم كرة القدم.نت (الإنجليزية)
- ميوكي إيزومي على موقع اللجنة الأولمبية الدولية (الإنجليزية)
- ميوكي إيزومي على موقع أوليمبيديا (الإنجليزية)